# Отава (окръг, Оклахома)
Вижте пояснителната страница за други значения на Отава.
Окръг Отава (на английски: Ottawa County) е окръг в щата Оклахома, Съединени американски щати. Площта му е 1256 km², а населението – 33 194 души (2000). Административен център е град Маями.